# Stian Carstensen
Pour les articles homonymes, voir Carstensen.
Stian Carstensen, né le 5 janvier 1971 (ou en 1974) à Eidsvoll, est un musicien multi-instrumentiste norvégien.

## Biographie
Stian Carstensen est né le 5 janvier 1971 (ou en 1974,) à Eidsvoll en Norvège. Il a commencé à jouer de l'accordéon à l'âge de neuf ans. Il a d'abord appris auprès de son père, et plus tard à partir d'un joueur classique qu'il a fréquenté durant quatre ans. Pendant ce temps, il a joué à la télévision norvégienne, à la radio, à des festivals, etc. Il a également fait des tournées en Amérique, jouant de la musique classique. En même temps, il était en swing jazz, et a joué les chansons standards avec son père, qui était aussi un joueur de basse.
Quand il avait 15 ans, il a commencé à jouer de la guitare électrique dans un groupe de rock. Après un moment, son intérêt pour le jazz est revenu et il a formé un trio avec quelques artistes locaux. Il était indépendant pendant un an ou deux puis il a commencé à étudier dans le Programme de Jazz au Trondheim Musikkonservatorium, avec la guitare comme instrument principal. Au cours de ses deux années d'études à Trondheim (1991-93), il a formé le groupe Farmers Market.

## Discographie

### Album solo
- 2004: À L'Envers Dans La Forêt (Winter & Winter)[5]

### Collaborations
Avec Farmers Market
(Stian Carstensen, Trifon Trifonov, Nils-Olav Johansen, Finn Guttormsen, Jarle Vespestad)
- 1995: Speed/Balkan/Boogie (Kirkelig Kulturverksted)[6]
- 1997: Musikk fra Hybridene (Music From The Hybrides) (Kirkelig Kulturverksted)[7]
- 2000: Farmers Market (Winter & Winter), nommé pour This year's jazz records de 2001 en Norvège[8],[9],[10],[11]
- 2008: Surfin' URSS (Ipecac/Tuba)[12],[13]
- 2012: Slav to the Rhythm (Division)[14]

Avec Frode Alnæs & Arild Andersen
- 1998: Sommerbrisen (Kirkelig Kulturverksted)[15]
- 2003: Julegløggen (Kirkelig Kulturverksted)[15]
- 2006: Høstsløv (Kirkelig Kulturverksted)[15]

Avec Iain Ballamy
- 2000: Pepper St. Interludes (Feral Records), avec Stian Carstensen avec invités spéciaux: Norma Winstone, Martin France, Matthew Sharp
- 2004: The Little Radio (Enregistrements Sonores)

Avec Kaizers Orchestra
- 2001: Ompa Til Du Dør (Broiler Farm)

Avec «Bigbandblast» de Børre Dalhaug
- 2004: Bigbandblast! (Real Records)[16]

Duo avec Jimmy Rosenberg
- 2005: Rose Room (Hot Records Du Club)

Avec Eldbjørg Raknes
- 2005: Små Sanger Mest I Det Blå (Bergland Productions), y compris avec Siri Gjære

Avec Mathias Eick
- 2007: The Door (ECM Records)

Avec Music for a While de Tora Augestad, y compris Mathias Eick, Martin Taxt et Pål Hausken
- 2007: Weill Variations (Grappa Music)
- 2012: Graces That Refrain (Grappa Music)[17]
- 2014: Canticles of Winter (Grappa Music)

Avec Alexander Rybak & Mats Paulson
- 2011: Visa Vid Vindens Ängar (Grappa Music)[18],[19]

Avec Gammalgrass
- 2013: Obsolete Music 1 (Division Records)